# Himle härad
Himle härad var ett härad i Hallands län. Området utgör idag huvuddelen av Varbergs kommun. 1927 omfattade Himle härad 421 kvadratkilometer varav 405 land. 1932 fanns här 12 369 invånare.  Tingsställe var Träslöv, kyrkbyn i Träslövs socken, med perioder på 1720-talet och mitten av 1750-talet i Varberg. 1835 flyttades tingsstället definitivt till Varberg.

## Vapnet
Häradsvapnet fastställdes av Kungl. Maj:t år 1961: "Sköld medelst skyskuror fem gånger delad av silver och blått".

## Namnet
Häradsnamnet skrevs 1231 Hænøflæ. Det anses vara ett bygdenamn men betydelsen är annars oklar. Förleden skulle kunna vara ett ånamn Hena som i så fall syftar på "den steniga". Det senare ledet kan vara ett i norska fjordnamn förekommande -yfli(r) med betydelsen "något som kröker sig" eller "vik".

## Socknar
- Grimetons socken
- Gödestads socken
- Hunnestads socken
- Lindbergs socken
- Nösslinge socken
- Rolfstorps socken
- Skällinge socken
- Spannarps socken
- Stamnareds socken
- Torpa socken
- Träslövs socken
- Tvååkers socken
- Valinge socken

Varbergs stad hade egen jurisdiktion (rådhusrätt) till 1971 då den uppgick i Hallands norra tingsrätt och dess domsaga.

## Geografi
Häradet omfattar slätten kring Varberg och Viskans utlopp i Kattegatt samt skogstrakterna öster därom med den västra fliken av Viskadalen.
Sätesgårdar var Torstorps säteri (Grimetons socken), Runestens herrgård (Grimeton), Hovgårds säteri (Rolfstorp), Lindhovs kungsgård (Lindberg) och Göingegården (Lindberg).
Gästgiverier fanns i Ollered (Nösslinge), Rolfstorp (kyrkby i Rolfstorps socken) och Fastarp (Tvååker).

## Län, fögderier, tingslag, domsagor och tingsrätter
Socknarna ingick i Hallands län. Församlingarna tillhör(de) Göteborgs stift.
Häradets socknar hörde till följande fögderier:
- 1720-1990 Varbergs fögderi

Häradets socknar tillhörde följande tingslag, domsagor och tingsrätter:
- 1683-1947 Himle tingslag i Hallands mellersta domsaga (Årstads, Faurås och Himle härader)
- 1948-1970 Hallands mellersta domsagas tingslag i Hallands mellersta domsaga

- 1971 Hallands mellersta tingsrätt och domsaga
- 1972-Varbergs tingsrätt och domsaga